# Löwenherz
Löwenherz est un jeu de société créé par Klaus Teuber en 1997 et édité par Goldsieber et Rio Grande Games. Pour 2 à 4 joueurs, à partir de 12 ans pour environ 90 minutes.
Le jeu a été réédité en français en 2003 par Tilsit avec des règles revisitées, sous le nom Richard Cœur de Lion.

## Principe général
Les joueurs disposent de territoires qu'ils vont chercher à étendre, au détriment de ceux de leurs adversaires.

## Règle du jeu

### But du jeu
Posséder le plus de points de pouvoir au moment où la carte annonçant la mort du roi est tirée.

### Matériel
- 1 plateau de jeu représentant des villes, des plaines, des forêts et des collines avec des mines d'argent.
- 1 marqueur premier joueur
- une centaine de murs de frontière
- par joueur, dans chacune des 4 couleurs
  - 1 marqueur de pouvoir
  - 12 chevaliers
  - 4 chateaux
- 112 cartes, dont
  - 4 cartes de résumé
  - 12 cartes de décision (3 par joueur)
  - 52 cartes ducats
  - 13 cartes politiques
  - 31 cartes actions réparties en 5 groupes, de A à E. L'une des cartes du groupe E annonce la "mort du roi".
- 1 règle du jeu

### Mise en place
Chaque joueur dispose sur le plateau ses 3 châteaux et, autour de chacun d'entre eux, un chevalier. L'un de ces châteaux accompagné de son chevalier constitue un domaine en étant entouré de frontières. Chaque joueur récupère 12 ducats et ses 3 cartes de décision.
Les cartes actions sont empilées du groupe A en haut, au groupe E en bas.

### Déroulement
À chaque tour de jeu une nouvelle carte action est retournée.
S'il s'agit d'une mine, un décompte de pouvoir a lieu. Les joueurs gagnent un point de pouvoir par coline présente sur l'un de leurs domaines et une autre carte action est retournée.
S'il s'agit d'une carte représentant 3 actions, les joueurs choisiront successivement à l'aide de leur carte décision l'action qu'ils souhaiteront jouer. Si plusieurs joueurs choisissent la même action, ils doivent négocier entre eux et décider lequel effectuera effectivement l'action, les autres récupérant en général quelques ducats en compensation. Les actions disponibles sont les suivantes :
- recevoir de 4 à 8 ducats (cette action ne fait pas l'objet de négociation, les ducats étant simplement partagés entre les joueurs)
- placer de 1 à 3 murs de frontière
- placer un chevalier ou étendre un mur de son domaine de 2 cases
- placer deux chevaliers, ou placer un chevalier et étendre un mur de son domaine de 2 cases
- prendre une carte politique

Un chevalier ne peut être placé qu'adjacent à un chevalier ou un château du joueur sur le plateau.
Lorsqu'un château se retrouve entouré de frontières, sans autre château dans la zone, un nouveau domaine est créé pour le joueur qui possède le château. Le domaine rapporte un nombre de points de pouvoir d'autant plus important au joueur concerné qu'il est étendu. Par ailleurs chaque ville du domaine rapporte des points de pouvoir supplémentaires.
Les déplacements des frontières permettent également de modifier les points de pouvoir de chaque joueur selon que la taille des domaines grandit ou diminue. On notera qu'un joueur ne peut s'étendre sur le domaine d'un autre joueur que s'il y a dans le domaine attaquant strictement plus de chevaliers que le domaine attaqué.

### Fin de partie et vainqueur
Le jeu se termine lorsque la carte "mort du roi" est retournée. Un dernier décompte est effectué de la même manière qu'avec une carte mine.
Après ce dernier décompte, le joueur possédant le plus de points de pouvoir est déclaré vainqueur.

## Récompenses
- Deutscher Spiele Preis  1997
- Schweizer Spielepreis meilleur jeu de stratégie 2003 pour la version du jeu rééditée en 2003